# Liste des nonces apostoliques au Venezuela
Cette page présente la liste des représentants du Saint-Siège au Venezuela.

## Représentants du Saint-Siège au Venezuela
| Début             | Fin               | Nom                                      | Fonction            | Nationalité        |
| ----------------- | ----------------- | ---------------------------------------- | ------------------- | ------------------ |
| 26 mai 1851       | 17 juin 1856      | Lorenzo Barili                           | délégué apostolique | Italie             |
| 17 juin 1856      | 25 juillet 1861   | Mieczyslaw Halka Ledóchowski             | délégué apostolique | Royaume de Pologne |
| 25 juillet 1861   | 18 juillet 1869   | Francesco Tavani                         | délégué apostolique | Royaume d'Italie   |
| 23 juillet 1869   | 10 septembre 1875 | Serafino Vannutelli                      | délégué apostolique | Royaume d'Italie   |
| 28 juillet 1874   | 9 août 1883       | Rocco Cocchia                            | délégué apostolique | Royaume d'Italie   |
| 14 août 1877      | 28 mars 1882      | Mario Mocenni                            | délégué apostolique | Royaume d'Italie   |
| 13 mai 1884       | 4 juin 1891       | Bernardino di Milia                      | délégué apostolique | Royaume d'Italie   |
| 8 janvier 1891    | 10 août 1891      | Spiridion-Salvatore-Costantino Buhadgiar | délégué apostolique | Grèce              |
| 10 août 1892      | 24 février 1893   | Giulio Tonti                             | délégué apostolique | Royaume d'Italie   |
| 21 octobre 1909   | 2 mars 1911       | Giuseppe Aversa (de)                     | délégué apostolique | Royaume d'Italie   |
| 23 mai 1913       | février 1918      | Carlo Pietropaoli                        | délégué apostolique | Royaume d'Italie   |
| 16 février 1918   | 4 décembre 1920   | Francesco Marchetti-Selvaggiani          | Nonce apostolique   | Royaume d'Italie   |
| 30 mai 1921       | 19 octobre 1926   | Filippo Cortesi                          | Nonce apostolique   |                    |
| 24 juin 1926      | 26 juillet 1936   | Fernando Cento                           | Nonce apostolique   | Royaume d'Italie   |
| 14 septembre 1936 | 19 février 1940   | Luigi Centoz                             | Nonce apostolique   | Royaume d'Italie   |
| 2 juillet 1941    | mars 1949         | Giuseppe Misuraca                        | Nonce apostolique   |                    |
| 13 février 1950   | 24 septembre 1954 | Armando Lombardi                         | Nonce apostolique   |                    |
| 19 octobre 1954   | 15 avril 1955     | Sergio Pignedoli                         | Nonce apostolique   | Italie             |
| 24 septembre 1955 | 27 septembre 1960 | Raffaele Forni                           | Nonce apostolique   | Suisse             |
| 28 octobre 1961   | 8 juillet 1967    | Luigi Dadaglio                           | Nonce apostolique   | Italie             |
| 9 janvier 1967    | 17 octobre 1970   | Felice Pirozzi                           | Nonce apostolique   | Italie             |
| 2 décembre 1970   | 18 décembre 1974  | Antonio del Giudice                      | Nonce apostolique   | Italie             |
| 11 janvier 1975   | janvier 1978      | Giovanni Mariani                         | Nonce apostolique   | Italie             |
| 5 janvier 1978    | 23 janvier 1981   | Ubaldo Calabresi                         | Nonce apostolique   | Italie             |
| 2 février 1981    | 28 juin 1990      | Luciano Storero                          | Nonce apostolique   | Italie             |
| 11 juillet 1990   | 8 juillet 1997    | Oriano Quilici                           | Nonce apostolique   | Italie             |

| Portrait | Armoiries | Nomination-Fin de fonction       | Titulaire                          | Nationalité | Notes |
| -------- | --------- | -------------------------------- | ---------------------------------- | ----------- | --- |
|          |           | 22 juillet 1997 au 1er mars 2000 | Leonardo Sandri Nonce apostolique  | Argentine   | est né le 18 novembre 1943 à Buenos Aires en Argentine, il est nommé nonce apostolique au Venezuela (en) le 22 juillet 1997 avec le siège titulaire d'Aemona, il est nommé ensuite le 1er mars 2000 nonce apostolique au Mexique (en), puis substitut à la secrétairerie d'État le 16 septembre 2000, il est depuis le 9 juin 2007 préfet de la congrégation pour les Églises orientales, et a été créé cardinal le 24 novembre 2007.                                                                     |
|          |           | 27 mars 2000 au 24 février 2005  | André Dupuy Nonce apostolique      | France      | est né le 13 février 1940 à Soustons dans les Landes, il est nommé Nonce apostolique au Ghana (en), au Togo et au Bénin le 6 avril 1993 avec le siège titulaire de Selsea (de), il démissionne de son poste du Bénin le 27 novembre 1999, il est nommé le 27 mars 2000 nonce apostolique au Venezuela (en), puis est nommé nonce auprès de la communauté européenne le 24 février 2005 et nonce à Monaco (en) le 11 juillet 2006. Il est depuis le 15 décembre 2011 nonce apostoliques aux Pays-Bas (en). |
|          |           | 24 février 2005 au 18 juin 2009  | Giacinto Berloco Nonce apostolique | Italie      | |
|          |           | 17 août 2009 au 15 octobre 2013  | Pietro Parolin Nonce apostolique   | Italie      | est né le 17 janvier 1955 à Schiavon en Italie, il est nommé nonce apostolique au Venezuela le 17 août 2009, avec le siège titulaire d'Aquipendium (de), le 15 octobre 2013 le pape François le nomme Cardinal secrétaire d'État, et il est créé cardinal le 22 février 2014. |
|          |           | 26 octobre 2013 au 8 mai 2021    | Aldo Giordano Nonce apostolique    | Italie      | est né le 20 août 1954 à Coni en Italie, il est depuis le 26 octobre 2013 nonce apostolique au Venezuela avec le siège titulaire de Tamada (de). |

## Source
- (en) Liste sur catholic hierarchy